# Miravan apre la tomba dei suoi antenati
Miravan apre la tomba dei suoi antenati è un dipinto di Joseph Wright of Derby, terminato  nel 1772.

## Descrizione
La storia di Miravan illustrata da Joseph Wright ha origine da un'opera di John Gilbert Cooper, Lettere sul gusto pubblicata nel 1755 . Cooper afferma che la storia è persiana, ma la fonte originale non è nota.
Joseph Wright era noto per i suoi studi su un tipo di illuminazione insolita e questo dipinto li combina con uno stile che è stato definito neo-gotica e che Wright utilizzava anche nel suo dipinto Democrito studia l'anatomia . Questi due quadri mostrano anche una buona familiarità dell'artista con l'anatomia umana.
Il dipinto mostra un nobile, Miravan, che ha scoperto una delle tombe di un suo antenato e spinto dall'avidità ordina che il sepolcro sia aperto dopo aver letto che l'epigrafe sulla tomba recita che "tesoro più grande di quanti Creso ne ha mai posseduti" è lì all'interno. Il dipinto rappresenta la repulsione di Miravan nel compiere l'atto sacrilego e la sua angoscia quando capisce che è stato ingannato. Il suo antenato gli dice che non potrà godere del riposo eterno perché ha disturbato uno dei suoi progenitori .

## Storia
Il dipinto fu inciso nel 1772 da Valentine Green e come molte altre opere di Wright sue aree forti aree di buio e di luce lo rendevano ideale per una mezzatinta. In questo caso l'immagine è illuminata da una singola luce a olio assommata al chiaro della luna. Il dipinto fu acquistato nel corso della vita di Wright dal signor Milne (che poteva forse essere di Wakefield). Il dipinto è entrato in possesso del Derby Museum and Art Gallery nel 1935 dopo essere stato acquisito da privati grazie al finanziamento statale.